# Cambridgea tuiae
Cambridgea tuiae är en spindelart som beskrevs av A. David Blest och Vink 2000. Cambridgea tuiae ingår i släktet Cambridgea och familjen Stiphidiidae. Inga underarter finns listade.